# オンニ・ヴァラカリ
オンニ・ヴァラカリ（Onni Valakari 、1999年8月18日 - ）は、スコットランド生まれのフィンランド代表プロサッカー選手。パフォスFC所属。ポジションはMF。

## 経歴

### クラブ
2015年、カッコネン（3部）に所属するSJKアカテミアでキャリアをスタート。
2017年4月、トゥルン・パロセウラに移籍。
2018年8月5日、トロムソILに移籍。
2020年１月、パフォスFCに移籍。
トップ下を主戦場としており、2021-22シーズンはキプロス１部リーグ19試合・9得点・4アシスト。イタリア・セリエＡのACミラン、日本・J1リーグのセレッソ大阪、ポルトガル１部SLベンフィカ、ギリシャ１部PAOKテッサロニキ、と４チームが移籍先の候補に浮上していると報道された。

### 代表
2020年11月11日のフランス代表戦でフィンランド代表デビュー。この試合で代表初ゴールも決めた。

## 人物
元フィンランド代表サッカー選手のシモ・ヴァラカリは実父。父がマザーウェルFCに所属していた1999年にマザーウェルにて出生した。

## タイトル
TPS
- ウッコネン: 2017